# Karin Kessowová
Karin Kessowová (* 8. ledna 1954 Rostock), provdaná Drbalová, je bývalá východoněmecká rychlobruslařka.
Prvních velkých mezinárodních akcí se zúčastnila v roce 1974, kdy startovala na seniorském Mistrovství Evropy (11. místo) a na Mistrovství světa juniorů (5. místo). V roce 1975 již startovala na vícebojařském světovém šampionátu, který vyhrála, o rok později byla sedmá. Zúčastnila se Zimních olympijských her 1976, v závodě na 1500 m byla pátá, na dvojnásobné distanci čtvrtá. Po sezóně 1976/1977 ukončila sportovní kariéru.